# Olmeda de las Fuentes
Olmeda de las Fuentes è un comune spagnolo di 153 abitanti situato nella comunità autonoma di Madrid.